# Euglossa obrima
Euglossa obrima es una especie de abeja de la familia Apidae y de la tribu de las abeja de las orquídeas (Euglossini). Se distribuye desde Nicaragua hasta el centro de México (San Luis Potosí). Habita selvas tropicales y bosques nublados hasta los 1600 m de altitud. Aunque se sabe muy poco de su ecología, se registró una hembra visitando flores de Bidens odorata
Ambos sexos tienen el cuerpo de color verde metálico con iridiscencias rojizas y azuladas. La mandíbula es blanca. Mide entre 12.3 y 14.6 mm. La especie más cercana y a la que más se parece es Euglossa villosa. Su nombre específico, obrima, proviene del griego obrimos, que quiere decir fuerte, poderoso, y hace referencia a que es de porte más robusto que Euglossa villosa.